# Sepiidae
Famille
Les sépiidés (Sepiidae) forment une famille marine de mollusques céphalopodes de l'ordre des Sepiida (seiches).

## Liste des genres
Selon World Register of Marine Species (1er juin 2024) :
- Acanthosepion Rochebrune, 1884
- Ascarosepion  Rochebrune, 1884
- Aurosepina  Jothinayagam, 1987
- Decorisepia  Iredale, 1926
- Digitosepia  Lipiński, 2020
- Doratosepion  Rochebrune, 1884 (anciennement Metasepia Hoyle, 1885)
- Erythalassa  A. Reid, 2023
- Hemisepius  Steenstrup, 1875
- Lusepia  A. Reid, 2023
- Rhombosepion  Rochebrune, 1884
- Sepia Linnaeus, 1758 (105 espèces)
- Sepiella Gray, 1849 (7 espèces)
- Aurosepina  Jothinayagam, 1987

### Genres fossiles
Genres fossiles selon Paleobiology Database (23 octobre 2016) :
- † Belosepia Bronn, 1838
- † Pseudosepia Naef, 1923
- † Voltzia Schevill, 1950

## Galerie

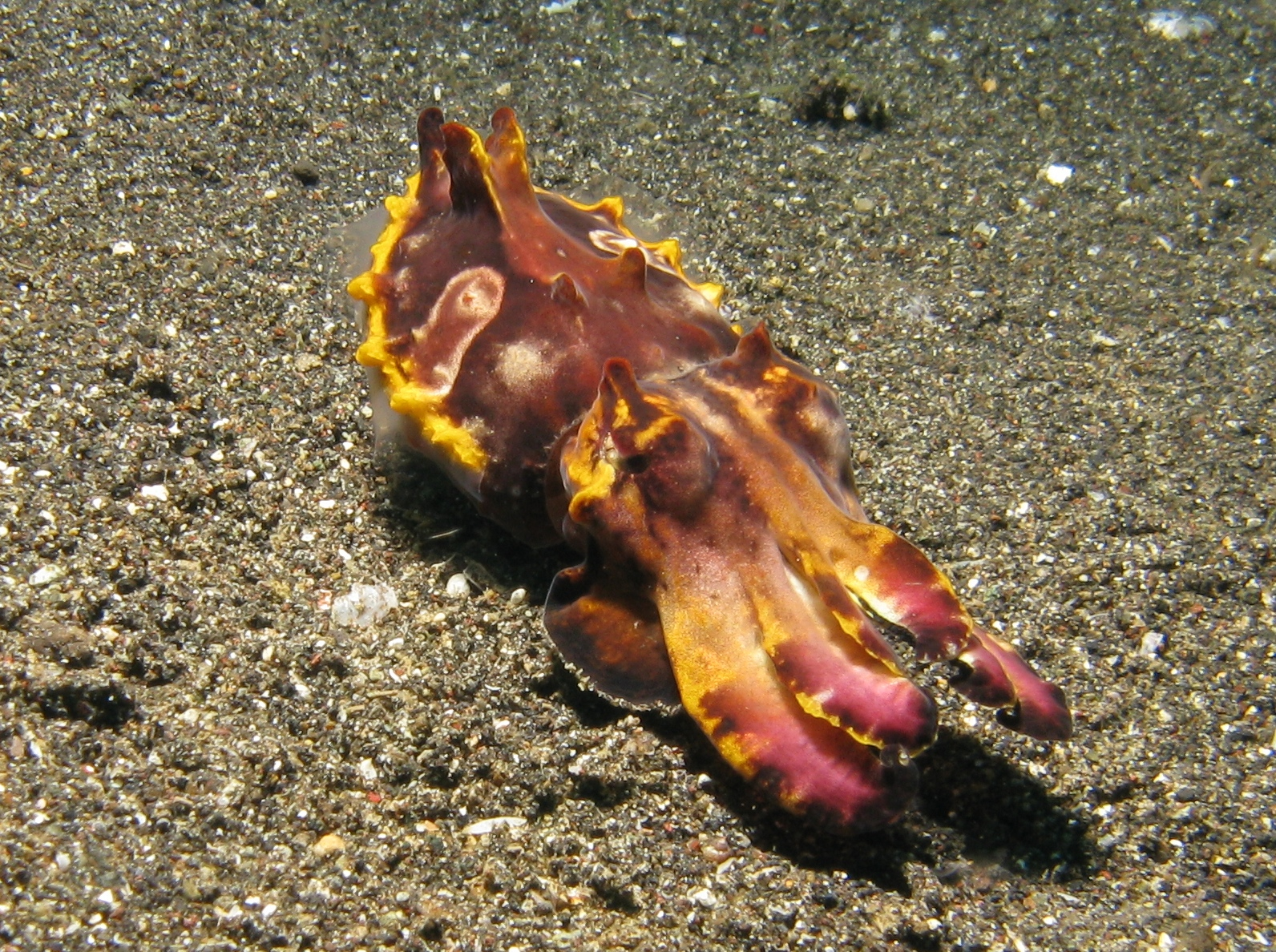
Seiche flamboyante (Metasepia pfefferi)
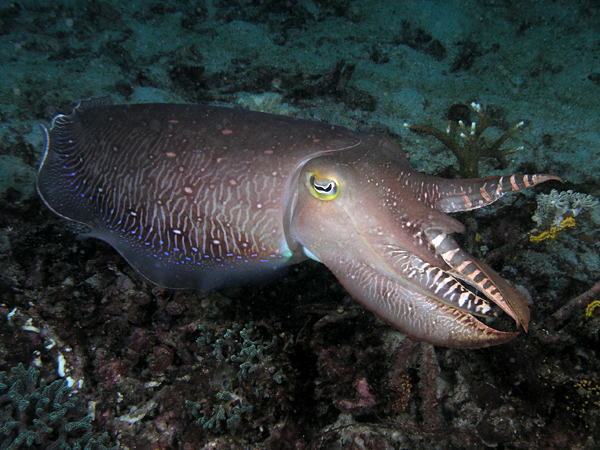
Sepia apama